# Demetrio e Polibio

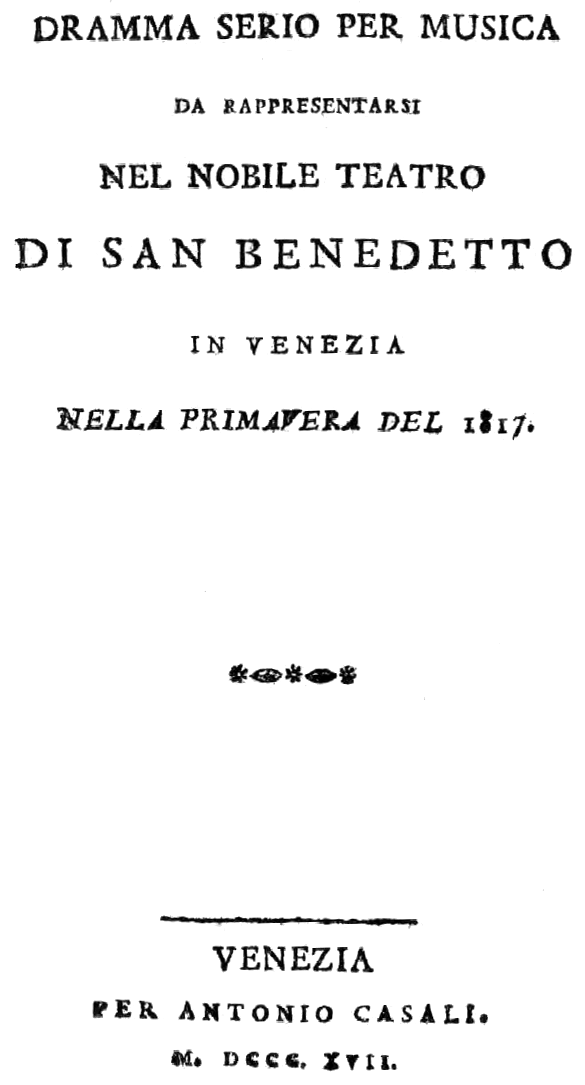
Librettots titelsida, Venedig 1817.

Demetrio e Polibio är en opera (dramma serio per musica) i två akter med musik av Gioacchino Rossini och libretto av Vincenzina Viganò-Mombelli.

## Historia
Första delen av operan påbörjades 1806 av den knappt 15-årige Rossini. Tenoren och impressarion Domenico Mombelli gav Rossini i uppdrag att  färdigställa operan för honom och hans familj. Librettot skrevs av hans hustru Vincenzina Mombelli och bygger på motiv från Pietro Metastasios libretto Demetrius. Rossini fick texten efter hand och komponerade dessa separat. Enligt egen utsago anade han aldrig att det hela skulle bli en opera. 1810 var den klar och blev därmed Rossinis första opera. Den hade premiär den 18 maj 1812 på Teatro Valle i Rom men Rossini själv var inte närvarande vid vare sig repetitionerna eller premiären. Domenico Mombelli ledde uppförandet och sjöng själv rollen som Demetrio medan hans båda döttrar Ester och Marianna sjöng rollerna Lisinga och Siveno. Bassångaren Lodovico Olivieri, en vän till familjen, sjöng rollen som Polibio.
De följande åren uppfördes operan på åtskilliga italienska operahus, såsom i Bologna 1814, Padua 1815, Venedig 1817, Palermo 1818, Milano 1829 och Neapel 1838. Utöver dessa gavs det föreställningar i Wien, Dresden och München.

## Personer
- Polibio, kung av Partien (bas)
- Lisinga, hans dotter (sopran)
- Siveno, Lisingas älskade (kontraalt)
- Demetrio, kung av Syrien, Sivenos fader (tenor)

## Handling
Den unge mannen Siveno har uppfostrats av kung Polibio och är ovetande om sin bakgrund. Han är förälskad i kungens dotter Lisinga. Sivenos riktige fader är den sedan länge förmodade döde kungen av Syrien. Han kommer för att leta efter sin son. Efter diverse förvecklingar förenas de två kungabarnen i giftermål.

## Musiken
Orkester består av:
- Träblås: flöjt, två oboer, två klarinetter, fagott
- Bleckblås: två valthorn, två trumpeter
- Stråkar

Operan innehåller följande musiknummer:
- Sinfonia (ouvertyr)

Akt I
- Nr 1 - Introduktion (Polibio, Siveno) "Mio figlio non sei"
- Nr 2 - Aria (Siveno) "Pien di contento in seno"
- Nr 3 - Duett (Polibio, Eumene) "Non cimentar lo sdegno"
- Nr 4 - Kör och cavatina (Lisinga) "Nobil gentil donzella - Alla pompa già m'appresso"
- Nr 5 - Duett (Lisinga, Siveno) "Questo cor ti giura amore"
- Nr 6 - Terzett (Lisinga, Siveno, Polibio) "Sempre teco ognor contenta"
- Nr 7 - Kör och aria (Kör, Eumene) "Andiam taciti - All'alta impresa tutti"
- Nr 8 - Final I (Lisinga, Eumene, Siveno, Polibio, kör) "Mi scende sull'alma - Ohimè, crudel, che tenti"

Akt II
- Nr 9 - Kör och aria (Coro, Polibio, Siveno) "Ah che la doglia amara - Come sperar riposo"
- Nr 10 - Kvartett (Eumene, Polibio, Lisinga, Siveno) "Donami ormai Siveno"
- Nr 11 - Aria (Siveno, Eumene) "Perdon ti chiedo, o padre"
- Nr 12 - Aria (Lisinga, Coro) "Superbo, ah! Tu vedrai"
- Nr 13 - Final II (Eumene, kör, Lisinga, Siveno, Polibio) "Lungi dal figlio amato - Festosi al re si vada - Quai moti al cor io sento"